# Campeonato Europeo de Finn
El Campeonato Europeo de Finn es la máxima competición de la clase de vela Finn a nivel europeo. Se realiza anualmente desde 1956 bajo la organización de la Federación Europea de Vela (EUROSAF). Este tipo de vela es una clase olímpica desde los Juegos Olímpicos de Helsinki 1952.
En estos campeonatos está permitida la participación de regatistas de otros continentes.

## Palmarés
| Núm.    | Año  | Sede                               | Oro                                | Plata                                | Bronce                               |
| ------- | ---- | ---------------------------------- | ---------------------------------- | ------------------------------------ | ------------------------------------ |
| I       | 1956 | Loosdrecht · ( Países Bajos)       | Jürgen Vogler RDA                  | Didier Poissant Francia              | André Nelis · Bélgica                |
| II      | 1957 | Nápoles · ( Italia)                | André Nelis · Bélgica              | Adelchi Palaschier · Italia          | Jürgen Vogler RDA                    |
| III     | 1958 | Cascaes ( Portugal)                | Adelchi Palaschier · Italia        | Karel Warburg · Países Bajos         | Bernhard Reist · Suiza               |
| IV      | 1959 | Lago Sils · ( Suiza)               | Jan de Jong · Países Bajos         | Yves-Louis Pinaud Francia            | Jürgen Vogler RDA                    |
| V       | 1960 | Ostende · ( Bélgica)               | Paul Elvstrøm Dinamarca            | Wilhelm Kuhweide RFA                 | André Nelis · Bélgica                |
| VI      | 1961 | Warnemünde ( RDA)                  | Wilhelm Kuhweide RFA               | Göran Andersson · Suecia             | Walter Gärtner RDA                   |
| VII     | 1962 | Kiel ( RFA)                        | Boris Jacobsson · Suecia           | Francis Jammes Francia               | Jan de Jong · Países Bajos           |
| VIII    | 1963 | Balatonfüred · ( Hungría)          | Boris Jacobsson · Suecia           | Bernhard Straubinger RFA             | Bernt Andersson · Suecia             |
| IX      | 1964 | Copenhague ( Dinamarca)            | Wilhelm Kuhweide RFA               | Henning Wind Dinamarca               | Wim Maarse · Países Bajos            |
| X       | 1965 | Cascaes ( Portugal)                | Bernd Dehmel RDA                   | Valentin Mankin URSS                 | Wilhelm Kuhweide RFA                 |
| XI      | 1966 | Attersee · ( Austria)              | Hubert Raudaschl · Austria         | Jörg Bruder · Brasil                 | Urs Kohler · Suiza                   |
| XII     | 1967 | Nápoles · ( Italia)                | Arved von Gruenewaldt · Suecia     | Wilhelm Kuhweide RFA                 | Jürgen Mier RDA                      |
| XIII    | 1968 | Medemblik · ( Países Bajos)        | Arne Åkerson · Suecia              | Henning Wind Dinamarca               | Uwe Mares RFA                        |
| XIV     | 1969 | Warnemünde ( RDA)                  | Arne Åkerson · Suecia              | Börje Säll · Suecia                  | Guy Liljegren · Suecia               |
| XV      | 1970 | Dublín ( Irlanda)                  | Thomas Lundqvist · Suecia          | Guy Liljegren · Suecia               | Jürgen Mier RDA                      |
| XVI     | 1971 | Atenas ( Grecia)                   | Boudewijn Binkhorst · Países Bajos | Magnus Olin · Suecia                 | György Fináczy · Hungría             |
| XVII    | 1972 | Medemblik · ( Países Bajos)        | Christian Schröder RDA             | Thomas Lundqvist · Suecia            | Magnus Olin · Suecia                 |
| XVIII   | 1973 | Władysławowo · ( Polonia)          | Christian Schröder RDA             | Lennart Gustafsson · Suecia          | Jürgen Wolff RDA                     |
| XIX     | 1974 | Niendorf ( RFA)                    | Guy Liljegren · Suecia             | Jacques Busquet Francia              | Ilías Jatzipavlís · Grecia           |
| XX      | 1975 | Palamós ( España)                  | Serge Maury Francia                | David Howlett Reino Unido            | Mauro Pelaschier · Italia            |
| XXI     | 1976 | Port-Camargue ( Francia)           | Serge Maury Francia                | Andrei Balashov URSS                 | Gus Miller Estados Unidos            |
| XXII    | 1977 | Estambul ( Turquía)                | Joaquín Blanco España              | Minski Fabris Yugoslavia             | Peter Vollebregt · Países Bajos      |
| XXIII   | 1978 | Marstrand · ( Suecia)              | Minski Fabris Yugoslavia           | Joaquín Blanco España                | Jochen Schümann RDA                  |
| XXIV    | 1979 | Malcesine · ( Italia)              | John Bertrand Estados Unidos       | Jochen Schümann RDA                  | Kent Carlsson · Suecia               |
| XXV     | 1980 | Helsinki · ( Finlandia)            | Christopher Law Reino Unido        | John Bertrand Estados Unidos         | Andrei Balashov URSS                 |
| XXVI    | 1981 | Atenas · ( Grecia)                 | Lasse Hjortnæs Dinamarca           | Jørgen Lindhardtsen Dinamarca        | Otto Pohlmann RFA                    |
| XXVII   | 1982 | El Masnou · ( España)              | Lasse Hjortnæs Dinamarca           | Mark Neeleman · Países Bajos         | Thomas Schmid RFA                    |
| XXVIII  | 1983 | Neusiedl am See · ( Austria)       | Jochen Schümann RDA                | Frank Butzmann RDA                   | Lasse Hjortnæs Dinamarca             |
| XXIX    | 1984 | Władysławowo · ( Polonia)          | Michael McIntyre Reino Unido       | Peter Vilby Dinamarca                | Jacek Sobkowiak · Polonia            |
| XXX     | 1985 | Atenas · ( Grecia)                 | Lasse Hjortnæs Dinamarca           | Jørgen Lindhardtsen Dinamarca        | Peter Vilby Dinamarca                |
| XXXI    | 1986 | Hyères ( Francia)                  | Oleg Jopiorski URSS                | Johan Hedberg · Suecia               | Heiko Birke RDA                      |
| XXXII   | 1987 | Rungsted ( Dinamarca)              | Stuart Childerley Reino Unido      | Peter Vilby Dinamarca                | Otto Strandvig Dinamarca             |
| XXXIII  | 1988 | Medemblik · ( Países Bajos)        | José Luis Doreste · España         | Eric Mergenthaler · México           | Hans Spitzauer · Austria             |
| XXXIV   | 1989 | Helsinki · ( Finlandia)            | Hans Spitzauer · Austria           | Othmar Müller von Blumencron · Suiza | Lauri Rechardt · Finlandia           |
| XXXV    | 1990 | Isla Hayling ( Reino Unido)        | Stig Westergaard Dinamarca         | Hans Spitzauer · Austria             | Othmar Müller von Blumencron · Suiza |
| XXXVI   | 1991 | Anzio · ( Italia)                  | Lawrence Lemieux · Canadá          | José María van der Ploeg · España    | Kiko Villalonga · España             |
| XXXVII  | 1992 | Gdańsk · ( Polonia)                | Stuart Childerley Reino Unido      | Oleg Jopiorski · Rusia               | Dirk Löwe · Alemania                 |
| XXXVIII | 1993 | Estartit · ( España)               | Stig Westergaard Dinamarca         | José María van der Ploeg · España    | Hans Spitzauer · Austria             |
| XXXIX   | 1994 | Çeşme ( Turquía)                   | José María van der Ploeg · España  | Luca Devoti · Italia                 | Fredrik Lööf · Suecia                |
| XL      | 1995 | Balatonfüred · ( Hungría)          | José María van der Ploeg · España  | Fredrik Lööf · Suecia                | Philippe Presti Francia              |
| XLI     | 1996 | Hospitalet del Infante · ( España) | José María van der Ploeg · España  | Mateusz Kusznierewicz · Polonia      | Sébastien Godefroid · Bélgica        |
| XLII    | 1997 | Split · ( Croacia)                 | Luca Devoti · Italia               | Xavier Rohart Francia                | Emilios Papathanasíu · Grecia        |
| XLIII   | 1998 | Vilamoura ( Portugal)              | Sébastien Godefroid · Bélgica      | Michal Maier · República Checa       | Iain Percy Reino Unido               |
| XLIV    | 1999 | Ostende · ( Bélgica)               | Iain Percy Reino Unido             | Mateusz Kusznierewicz · Polonia      | Richard Clarke · Canadá              |
| XLV     | 2000 | Palma de Mallorca · ( España)      | Mateusz Kusznierewicz · Polonia    | Karlo Kuret · Croacia                | David Burrows Irlanda                |
| XLVI    | 2001 | Malcesine · ( Italia)              | Emilios Papathanasíu · Grecia      | Andrew Simpson Reino Unido           | Xavier Rohart Francia                |
| XLVII   | 2002 | Çeşme ( Turquía)                   | Ben Ainslie Reino Unido            | Luca Devoti · Italia                 | Karlo Kuret · Croacia                |
| XLVIII  | 2003 | Marstrand · ( Suecia)              | Ben Ainslie Reino Unido            | Mateusz Kusznierewicz · Polonia      | Sébastien Godefroid · Bélgica        |
| XLIX    | 2004 | La Rochelle ( Francia)             | Mateusz Kusznierewicz · Polonia    | Ben Ainslie Reino Unido              | Guillaume Florent Francia            |
| L       | 2005 | Kalmar · ( Suecia)                 | Ben Ainslie Reino Unido            | Daniel Slater Nueva Zelanda          | Gašper Vinčec Eslovenia              |
| LI      | 2006 | Palamós · ( España)                | Edward Wright Reino Unido          | Guillaume Florent Francia            | Marin Mišura · Croacia               |
| LII     | 2007 | Balatonfüred · ( Hungría)          | Eduard Skorniakov · Rusia          | Ivan Kljaković Gašpić · Croacia      | Emilios Papathanasíu · Grecia        |
| LIII    | 2008 | Scarlino · ( Italia)               | Ben Ainslie Reino Unido            | Ivan Kljaković Gašpić · Croacia      | Guillaume Florent Francia            |
| LIV     | 2009 | Varna ( Bulgaria)                  | Ivan Kljaković Gašpić · Croacia    | Tapio Nirkko · Finlandia             | Edward Wright Reino Unido            |
| LV      | 2010 | Split · ( Croacia)                 | Ivan Kljaković Gašpić · Croacia    | Edward Wright Reino Unido            | Daniel Birgmark · Suecia             |
| LVI     | 2011 | Helsinki · ( Finlandia)            | Giles Scott Reino Unido            | Ivan Kljaković Gašpić · Croacia      | Andrew Mills Reino Unido             |
| LVII    | 2012 | Scarlino · ( Italia)               | Ioannis Mitakis · Grecia           | Vasilij Žbogar Eslovenia             | Ivan Kljaković Gašpić · Croacia      |
| LVIII   | 2013 | Warnemünde · ( Alemania)           | Vasilij Žbogar Eslovenia           | Edward Wright Reino Unido            | Andrew Murdoch Nueva Zelanda         |
| LIX     | 2014 | La Rochelle ( Francia)             | Giles Scott Reino Unido            | Vasilij Žbogar Eslovenia             | Edward Wright Reino Unido            |
| LX      | 2015 | Split · ( Croacia)                 | Ivan Kljaković Gašpić · Croacia    | Josh Junior Nueva Zelanda            | Vasilij Žbogar Eslovenia             |
| LXI     | 2016 | Barcelona · ( España)              | Pieter-Jan Postma · Países Bajos   | Zsombor Berecz · Hungría             | Milan Vujasinović · Croacia          |
| LXII    | 2017 | Marsella ( Francia)                | Jonathan Lobert Francia            | Edward Wright Reino Unido            | Ben Cornish Reino Unido              |
| LXIII   | 2018 | Cádiz · ( España)                  | Edward Wright Reino Unido          | Nicholas Heiner · Países Bajos       | Max Salminen · Suecia                |
| LXIV    | 2019 | Atenas · ( Grecia)                 | Giles Scott Reino Unido            | Andrew Maloney Nueva Zelanda         | Zsombor Berecz · Hungría             |
| LXV     | 2020 | Gdynia · ( Polonia)                | Zsombor Berecz · Hungría           | Giles Scott Reino Unido              | Joan Cardona · España                |
| LXVI    | 2021 | Vilamoura ( Portugal)              | Zsombor Berecz · Hungría           | Giles Scott Reino Unido              | Nils Theuninck · Suiza               |
| LXVII   | 2022 | Hospitalet del Infante · ( España) | Miguel Fernández Vasco · España    | Giacomo Giavanelli · Italia          | Laurent Hay Francia                  |
| LXVIII  | 2023 | Csopak · ( Hungría)                | Domonkos Németh · Hungría          | Laurent Hay Francia                  | Alessandro Marega · Italia           |
| LXIX    | 2024 | Cannes ( Francia)                  | Alessandro Marega · Italia         | Valérian Lebrun Francia              | Kristóf Kaiser · Hungría             |
| LXX     | 2025 | Nápoles · ( Italia)                | Valérian Lebrun Francia            | Federico Colaninno · Italia          | Deniss Karpak Estonia                |

## Medallero histórico
- Actualizado a Nápoles 2025.

| Núm. | País            | Oro | Plata | Bronce | Total |
| ---- | --------------- | --- | ----- | ------ | ----- |
| 1    | Reino Unido     | 14  | 8     | 5      | 27    |
| 2    | Suecia          | 7   | 8     | 7      | 22    |
| 3    | Alemania        | 7   | 5     | 13     | 25    |
| 4    | Dinamarca       | 6   | 6     | 3      | 15    |
| 5    | España          | 6   | 3     | 2      | 11    |
| 6    | Francia         | 4   | 8     | 5      | 17    |
| 7    | Croacia         | 3   | 4     | 4      | 11    |
| 8    | Italia          | 3   | 5     | 2      | 10    |
| 9    | Países Bajos    | 3   | 3     | 3      | 9     |
| 10   | Hungría         | 3   | 1     | 3      | 7     |
| 11   | Polonia         | 2   | 3     | 1      | 6     |
| 11   | Rusia           | 2   | 3     | 1      | 6     |
| 13   | Austria         | 2   | 1     | 2      | 5     |
| 14   | Bélgica         | 2   | 0     | 4      | 6     |
| 15   | Grecia          | 2   | 0     | 3      | 5     |
| 16   | Eslovenia       | 1   | 2     | 2      | 5     |
| 17   | Estados Unidos  | 1   | 1     | 1      | 3     |
| 18   | Yugoslavia      | 1   | 1     | 0      | 2     |
| 19   | Canadá          | 1   | 0     | 1      | 2     |
| 20   | Nueva Zelanda   | 0   | 3     | 1      | 4     |
| 21   | Suiza           | 0   | 1     | 4      | 5     |
| 22   | Finlandia       | 0   | 1     | 1      | 2     |
| 23   | Brasil          | 0   | 1     | 0      | 1     |
| 23   | México          | 0   | 1     | 0      | 1     |
| 23   | República Checa | 0   | 1     | 0      | 1     |
| 26   | Estonia         | 0   | 0     | 1      | 1     |
| 26   | Irlanda         | 0   | 0     | 1      | 1     |
|      | TOTAL           | 70  | 70    | 70     | 210   |

1. ↑  Incluye las medallas obtenidas por la RFA y la RDA entre 1949 y 1990.
2. ↑  Incluye las medallas obtenidas por la URSS.
3. 1 2 3 4 5  En estos campeonatos está permitida la participación de regatistas de otros continentes.